# Mokuriñ
Nome do Povo: Mokuriñ 

População: Aproximadamente 150 pessoas 

Terras: Espalhadas em um núcleo na área rural do município de Campanário, entre os no Vales do Mucuri e Rio Doce, Minas Gerais.

Tronco linguístico: Macrô - Jê 

Distância a partir de BH: 407 km 
Os Mokuriñ pertencem ao grande grupo dos povos chamados “Botocudos”, aldeados em Itambacuri desde o século XIX, pelos frades capuchinhos Frei Serafim de Gorízia e Frei Ângelo de Sassoferato.
Os Povos Indígenas do Vale do Mucuri pertenciam ao tronco lingüístico e cultural Macro Jê. Povos nômades, guerreiros, coletores, caçadores e pescadores, Ocupavam toda a faixa leste do país contígua ao litoral, coberta pela mata atlântica. Esta área incluía os Vales dos rios Pardo, Jequitinhonha, São Mateus, Rio Doce e Mucuri.
Os vários empreendimentos governamentais (mineração, pecuária, transporte, comércio, etc.) que visavam a ocupação da região foram pela ótica dos indígenas, entendidos por estes povos guerreiros, como ameaça a seus destinos e projetos de vida. 
Os Mokuriñ viam seus territórios retalhados, cortados por estradas e entregues aos invasores que se tornando donos, davam outros nomes e sentidos a floresta, aos acidentes geográficos e ali construíam fazendas, currais, erguiam quartéis, casas e povoados.
A atuação do Estado durante grande parte do século XX tinha como política a integração do indígena à sociedade nacional. Durante o período da ditadura, apoia a militarização das aldeias, não deixando vislumbrar outra perspectiva para os indígenas.

## Redescobrindo a História dos Mokuriñ
Em 1992, toma-se conhecimento de enorme documentação sobre os vales do Jequitinhonha e Mucuri, compilada pelo Frei Olavo Timmers da Ordem dos Frades Menores, ainda vivo neste período. Em 1996, estes documentos são novamente retomados e publica-se o texto de Pacó (Antigo chefe indígena que expulsou os frades capuchinos do aldeamento), no Livro: Lembranças da Terra, do prof. Eduardo Ribeiro.
Em 2004, já em um outro contexto, quando o Governo Brasileiro se torna signatário da Convenção 169 da Organização Internacional do Trabalho e já se faz forte a busca de reconhecimento étnico de vários povos, o Povo Aranã saído do Aldeamento de Itambacuri, é reconhecido. Animados por esta experiência, uma pequena equipe (CEDEFES e Conselho dos Povos Indígenas) se desloca para a região e faz o primeiro contato com os Mokuriñ. A partir daí forma-se uma equipe definitiva e dá-se início ao projeto de pesquisa através do CEDEFES.
O primeiro contato foi de muita surpresa e interrogação de ambas as partes. Em Campanário, o Senhor Horácio foi contactado, dono de uma venda às margens da Rio-Bahia e sobrinho de Pacó.
A região é cheia de matas e quanto mais próximo da comunidade, mais ela se torna densa. Nosso primeiro contato foi com o Senhor Dioniso Xavier, Neto de Domingos Pacó – aportuguesamento de Pohok.
Além da documentação escrita pesquisada em arquivos, foi a história oral que forneceu a maioria das informações. Personagens marcantes na história indígena, como Xico Bugre, Domingos Pahok, Umbelina Jupeti, Capitão Pahok, Noemia Pahok, os Xavier reaparecem nas histórias contadas como se tivessem ocorrido na noite anterior. 
A história indígena, pouco conhecida, se nutre de retalhos e lembranças de pais, avós, bisavós indígenas, capturados, ou criados pelos Frades, memória reprimida e cada vez mais recalcada para o inconsciente. 
Predomina na região, a ideia da bravura destes povos e de sua resistência. Na área do Aldeamento, no entanto, a personalidade e a obra dos dois Frades se destacam. Para um grande número de pessoas, a tentativa de assassinato dos Frades e a revolta foram um ato sem perdão.
Talvez esta sensação de frustração, culpa, perda sem volta do espaço conquistado, repressão sofrida pelos indígenas no pós-revolta, a discriminação, além da mentalidade da época que os reduzia a seres sem valor e sem futuro, a acentuação da violência na região, possam explicar esta necessidade dos indígenas de apagarem os vestígios desta identidade de não se assumir como indígenas. Predominando a versão dos que venceram, e mais ainda uma versão que envolvia o sagrado, não é de se admirar que ninguém mais quisesse se assumir como indígena.
Conhecido apenas como um mestiço, Domingos Ramos Pahok, não abandona a profissão de educador, conquistada e exercida com orgulho continuaria por muitos anos ensinando seus filhos e filhas a língua materna, e alfabetizando os filhos de fazendeiros e da população regional questionando a história, entrega-a, hoje, a seus descendentes, fazendo renascer o passado. 
Atualmente o Povo Mokuriñ, vive em precárias condições de saúde e habitação, lutando para conseguir seu reconhecimento junto a FUNAI como Povo Indígena e assim fazer parte das políticas públicas diferenciadas. 